# Proximus esto bonis, si non potes optimus esse
 Proximus esto bonis, si non potes optimus esse  лат. (изговор: проксимус есто бонис, си нон потес оптимус есе). Буди најближи добрима, ако не можеш бити најбољи.(Марко Порције Катон Старији) 

## Поријекло изреке
Изрекао римски државник Катон  у смјени трећег и другог вијека прије нове ере.

## Тумачење
Увијек дај највише што можеш од себе.